# محیط زیست‌گرایی فقرا
محیط زیست‌گرایی فقرا مجموعه‌ای از جنبش‌های اجتماعی است که در پی بروز درگیری زیست‌محیطی شکل می‌گیرد؛ زمانی که مردم محروم و فقیر در مقابل منافع قدرتمند دولتی یا خصوصی که معیشت، سلامت، استقلال و فرهنگ آن‌ها را تهدید می‌کند، مقاومت می‌کنند. این جنبش بخشی از حرکت جهانی عدالت زیست‌محیطی است و از موضوع محیط‌زیست رایج و مرسوم متمایز می‌شود، چرا که به جای تمرکز صرف بر حفاظت از محیط زیست و کارایی زیست‌محیطی، بر مسائل عدالت اجتماعی تأکید دارد. این امر به‌طور فزاینده‌ای به نیرویی مهم برای پایداری جهانی تبدیل می‌شود.
به گفته ژوان مارتینز آلیر، محیط‌زیست‌گرایی فقرا شامل مجموعه‌ای از مبارزات و اقدامات است که افراد فقیر هر زمان که در معرض تعارضات زیست‌محیطی و توزیع ناعادلانه منابع قرار می‌گیرند، انجام می‌دهند. تعارضات توزیع زیست‌محیطی، که خود مارتینز آلیر آن را تعریف کرده است، به تعارضات اجتماعی گفته می‌شود که هنگامی رخ می‌دهند که پیامد زیست‌محیطی یک فعالیت اقتصادی به شکل ناعادلانه و نامتقارن میان اعضای جامعه توزیع شود؛ معمولاً تأثیرات زیست‌محیطی توسط شرکت‌ها نادیده گرفته می‌شود و بیشتر بر کسانی اثر می‌گذارد که کمترین منابع را برای مقابله با آن دارند.
از این رو، محیط‌زیستی فقرا در واقع مبارزه و مقاومت اقشار محروم در برابر فعالیت‌های اقتصادی است که به شکلی ناعادلانه به آن‌ها آسیب می‌رساند. نمونه‌هایی از این نوع مبارزات شامل جنبش چیپکو در هند و مبارزات مردم بومی علیه کشاورزی صنعتی در برزیل است.
این نوع محیط‌زیستی شامل بسیاری از جنبش‌های زیست‌محیطی در کشورهای جنوب جهان است که در گفتمان محیط‌زیستی مرسوم به شکل قابل توجهی کم‌نمایش هستند. با این حال، افراد محروم درگیر در تعارضات محلی به تدریج نسبت به جنبش جهانی عدالت زیست‌محیطی آگاه‌تر می‌شوند و شبکه‌های فراملی عدالت زیست‌محیطی امکان حمایت بین‌المللی از مدافع محیط زیست را فراهم می‌کنند.

## پیشینه

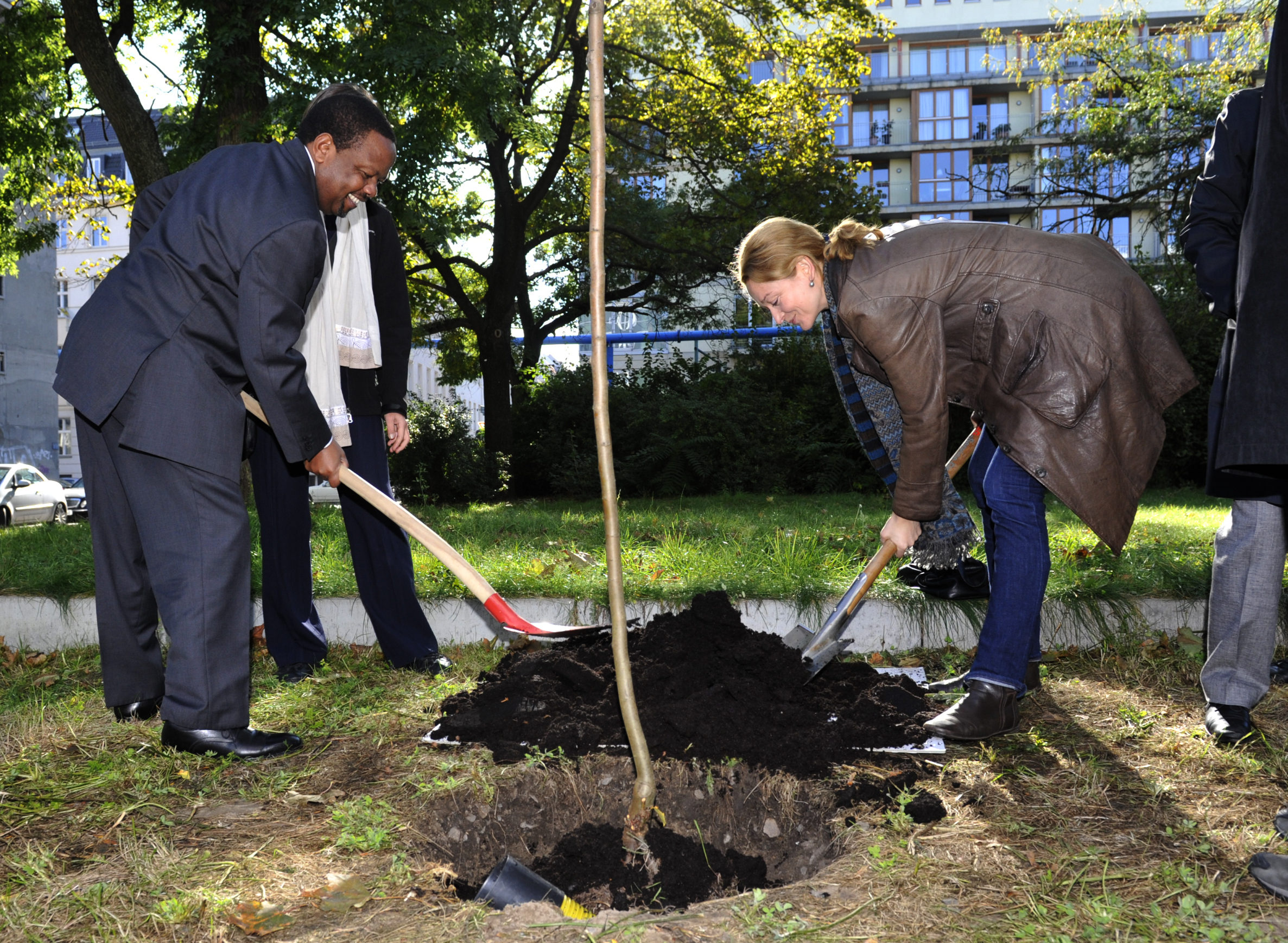
در اکتبر ۲۰۱۱، سفیر کنیا در آلمان، کن اوسینده، درختی را به افتخار وانگاری ماتای از جنبش کمربند سبز در باغ دفتر بنیاد هاینریش بل در برلین کاشت.

در سال ۱۹۸۸، تاریخ‌نگار پرویی، آلبرتو فلورس گالیندو، با الهام از جنبش نارودنیک‌ها، اصطلاح «محیط‌زیستی فقرا» را برای توصیف جنبش‌های مقاومت کشاورزان اکوسوسیالیست پیشنهاد داد که الهام گرفته از جنبش نارودنیک‌ها، بود.
در سال ۱۹۹۷، ژوان مارتینز آلیر و راماشاندر گوها این جنبش‌ها را در مقابل «محیط‌زیستی شکم‌سیر» کشورهای شمال جهانی قرار دادند و شباهت‌هایی میان «محیط‌زیستی فقرا» روستایی و کشورهای جهان سوم با جنبش عدالت زیست‌محیطی شهری که در ایالات متحده شکل گرفته است، ترسیم کردند.

## محیط زیست‌گرایی فقرا
هر دو مفهوم «فرقه وحش‌زدگی» و «انجیل بهره‌وری زیست‌محیطی» تا حدی دارای رویکردی فن‌سالاری هستند (هرچند همیشه اینگونه نیست).
«فرقه وحش‌زدگی» بیشتر با طبقات متوسط و بالاتر جامعه، دانشمندان و آمارشناسان پیوند خورده است؛ در حالی که «انجیل بهره‌وری زیست‌محیطی» معمولاً به سیاست‌های دولتی، شرکت سهامی خاص و دانشمندان و مهندسین مرتبط است. این دو رویکرد به‌طور تاریخی با تقسیم شمال-جنوب و مردان سفیدپوست، سِیس‌هتروسکشوال مرتبط بوده‌اند.
به همین دلیل، محیط‌زیستی به صورت تاریخی به عنوان یک پدیده نخبه‌گرا تلقی شده و فقر اغلب با رفتارهای آسیب‌زننده به محیط زیست و بی‌توجهی به مسائل زیست‌محیطی همراه دانسته شده است. به عنوان مثال، گزارش برونتلند  نتیجه گرفته است که فقر یکی از مهم‌ترین عوامل تخریب محیط زیست است؛ همچنین، دانشمند علوم سیاسی رونالد اینگلهارت استدلال کرده که جوامع مرفه‌تر احتمال بیشتری دارد که از طبیعت محافظت کنند. منحنی‌های کوزنتس نیز بهبود محیط زیست را با افزایش درآمد سرانه مرتبط می‌دانند و اینگونه استنباط می‌کنند که راه حل تخریب محیط زیست، رشد اقتصادی بیشتر است.
با این حال، مطالعات موردی متعددی نشان داده‌اند که افراد فقیر در مقابل منافع قدرتمند به منظور حفظ معیشت و فرهنگ خود، از محیط زیست حمایت می‌کنند.

## نمونه‌هایی از «محیط‌زیست‌گرایی فقرا»
برخی از نمونه‌های مبارزات زیست‌محیطی عبارتند از:
- جنبش چیپکو: یکی از مشهورترین جنبش‌های مقاومت مردمی در برابر قطع بی‌رویه درختان در هند.
- مخالفت با سد آگوآ سارکا: فعال برجسته، برتا کاسرس، به‌خاطر مبارزه علیه ساخت این سد به قتل رسید.
- جنبش کمربند سبز به رهبری وانگاری ماتای، این جنبش به کاشت درخت و حفظ محیط‌زیست در کنیا مشهور است.
- مبارزات علیه پروژه‌های بزرگ انرژی خورشیدی و بادی در جنوب کاتالونیا:[۱۵] اعتراضاتی علیه پروژه‌های انرژی‌ای که نگرانی‌هایی دربارهٔ تأثیرات زیست‌محیطی و اجتماعی به همراه دارند.
- اعتصابات «امپاتس» توسط شورای ملی چوب‌تراشان: رهبری شده توسط چیکو مندس که علیه تخریب جنگل‌های لاستیکی (سرینگا) مبارزه می‌کردند. مندس نیز به‌دلیل این فعالیت‌ها به قتل رسید.
- مبارزه حقوقی فعال ساؤل لوسیانو لیویا علیه شرکت RWE به دلیل فعالیت‌های آلاینده این شرکت.
- مبارزات محله‌ای در مونتکادا ای ریسکاک (کاتالونیا): اعتراض به کارخانه سیمان لافارژ-هولسیم که از زباله‌ها برای تأمین انرژی استفاده می‌کند و آلودگی‌های سمی و صوتی ایجاد می‌کند.
- جنگ بزرگ سیو ۱۸۷۶: سیوها برای حفظ کوه‌های مقدس خود، تپه‌های سیاه، جنگیدند.
- مبارزه علیه پروژه نیکل فنیکس در گواتمالا
- جنگ آب کوچابامبا در بولیوی
- مبارزه برای حفاظت از یک منبع آب در لینارس دل والِس (کاتالونیا): مقاومت در برابر ساخت و سازهای خصوصی، که نهایتاً منجر به حفاظت دولتی از این منبع آب شد.[۱۶]
- مبارزه علیه خصوصی‌سازی آب در سنت-سولین (فرانسه): که حدود ۳۰ هزار نفر در آن با پلیس درگیر شدند.[۱۷]